# Centropodia fragilis
Centropodia fragilis är en gräsart som först beskrevs av Guinet och Charles Philippe Félix Sauvage, och fick sitt nu gällande namn av Thomas Arthur Cope. Centropodia fragilis ingår i släktet Centropodia och familjen gräs. Inga underarter finns listade i Catalogue of Life.